# Institut für arabische Forschung und Studien
Das Institut für arabische Forschung und Studien (arabisch معهد البحوث والدراسات العربية, DMG Maʿhad al-Buḥūṯ wa-d-Dirāsāt al-ʿArabīya; engl.  Institute of Arab Research and Studies; Abk. IARS) ist eine akademische Ausbildungsstätte in Kairo, Ägypten. Es wurde durch eine Entscheidung des Rates der Liga der arabischen Staaten am 23. September 1952 gegründet. Es galt als die akademische Ausbildungsstätte für Diplomaten der Arabischen Liga.